# 魯邦三世VS貓眼
《魯邦三世VS貓眼》是加藤一彦所著的《魯邦三世》與北条司所著的《貓眼》的跨界作品，由TMS娛樂製作的一部日本網路動畫，於2023年1月27日起全球上線Prime Video。

## 製作
本作品是為了紀念魯邦三世50週年和貓眼40週年而製作，故事舞台設定在1980年代的日本和法國。本作品為3DCG的賽璐珞動畫。

### 劇情大綱
1980年代，貓眼三姊妹的父親海因茨留下的一組三聯畫《花束與少女》，讓怪盜貓眼三姊妹和世界大盜魯邦三世有了共同的目標。魯邦和同夥從軍火商組織法登雇來的傭兵丹尼斯手中偷得其中一幅，而貓眼從畫展內盜走了另一幅。次日，畫商海因里希·伯格找上三姊妹，試圖打探三姊妹失蹤的父親，他透露魯邦三世奪走畫的消息，以及畫中可能隱藏納粹德國遺留的寶藏，並表示貓眼應當警戒魯邦三世，因為他曾經背叛海因茨並導致後者遭到追殺。與此同時，魯邦三世已經喬裝成俊夫，並偷走貓眼先前取得的畫作，並和貓眼互相對峙。另一方面，俊夫和錢形相互聯手，準備追蹤魯邦和貓眼。
最後一幅畫由軍用火車運載，貓眼三姊妹和魯邦一夥為了爭奪它而展開各自的行動，然而看上那幅畫的峰不二子早已和丹尼斯合作潛入火車，三方勢力經過一陣拼鬥後，丹尼斯取得畫作。魯邦為了救來生愛而負傷，魯邦表示自己以前確實曾和海因茨合作，而他偷來的三顆寶石被藏在三聯畫之中，並表示畫作的價值在於內藏的寶石。兩人因此化解誤會，魯邦也發現幕後黑手另有其人。
丹尼斯率人圍捕魯邦和來生愛，試圖拷問出最後一顆寶石的下落，魯邦聲稱和寶石簽訂契約，會帶給掌權者榮華富貴，卻也會使其不能善終。兩人趁著丹尼斯會客時脫逃，而寶石被丹尼斯集齊後，落入了伯格手中，貓眼三姊妹這才發現自己一直遭到伯格利用。
伯格和三顆寶石訂下契約，而魯邦則利用變聲器誘使他說出真相，讓丹尼斯發現伯格是當年背叛法登前任首領、即自己父親的人，丹尼斯和柏格反目，經過一番混戰，丹尼斯死在柏格槍下，而魯邦一夥人和丹尼斯達成協議，魯邦取回了《花束與少女》，而丹尼斯也同意組織不再出手干涉貓眼三姊妹。
魯邦把畫作送還給三姊妹，來生愛仔細觀看畫作後，發現畫中所繪的不只是自己的父母和姊姊，也畫入當時仍是腹內胎兒的自己。

## 登場角色
| 角色                | 配音員                                                       | 配音員                                    | 備註             |
| 角色                | 日本 ·                                                       | 臺灣 ·                                    | 備註             |
| 《魯邦三世》角色    | 《魯邦三世》角色                                             | 《魯邦三世》角色                          | 《魯邦三世》角色 |
| ------------------- | ------------------------------------------------------------ | ----------------------------------------- | ---------------- |
| 魯邦三世            | 栗田貫一                                                     | 孫誠                                      |                  |
| 次元大介            | 大塚明夫                                                     | 王希華                                    |                  |
| 石川五右衛門        | 浪川大輔                                                     | 何志威                                    |                  |
| 峰不二子            | 澤城美雪                                                     | 錢欣郁                                    |                  |
| 錢形幸一            | 山寺宏一                                                     | 陳幼文                                    |                  |
| 《貓眼》角色        |                                                              |                                           |                  |
| 來生瞳              | 戶田惠子                                                     | 傅其慧                                    |                  |
| 來生淚              | 深見梨加                                                     | 汪世瑋                                    |                  |
| 來生愛              | 坂本千夏                                                     | 楊詩穎                                    |                  |
| 內海俊夫            | 安原義人                                                     | 于正昇                                    |                  |
| 永石定嗣            | 麥人                                                         | 孫中台                                    |                  |
| 本作原創角色        |                                                              |                                           |                  |
| 邁克爾·海因茨       | 銀河萬丈                                                     | 符爽                                      |                  |
| 海因里希·伯格（假） | 銀河萬丈                                                     | 符爽                                      |                  |
| 丹尼斯·基爾希曼     | 東地宏樹                                                     | 張騰                                      |                  |
| 海因里希·伯格（真） | 菅生隆之                                                     | 孫中台                                    |                  |
| 本作其他角色        |                                                              |                                           |                  |
| 老闆                | 高岡瓶瓶                                                     | 曹冀魯                                    |                  |
| 畫商                | 山內健嗣                                                     | 傅品晟                                    |                  |
| 派對客人            | 金子有希                                                     | 錢欣郁                                    |                  |
| 飯店員工            | 松田裕市                                                     | 何志威                                    |                  |
| 警察無線電          | 俊藤光利 武田太一                                            | 歐祖豪 傅品晟                             |                  |
| 士兵／法登士兵      | 佐藤愁貴 伊原正明 好川敬太 田島章寬 南須原亮 羽鳥佑 鷲見昂大 | 歐祖豪 傅品晟 孫中台 曹冀魯 何志威 王希華 |                  |
| 接待秘書            | 米田圓                                                       | 汪世瑋                                    |                  |
| 新聞主播            | 辻井健吾                                                     | 歐祖豪                                    |                  |

## 製作團隊
- 原作：加藤一彦《魯邦三世》、北条司《貓眼》[5]
- 導演：静野孔文、瀨下寬之[5]
- 編劇：葛原秀治[5]
- 副導演：井手恵介[5]
- 人物設定：中田春彌、山中純子[5]
- 設計：田中直哉、フェルディナンド・パトゥリ[5]
- 美術導演：片塰満則[5]
- 剪輯：肥田文[5]
- 音響導演：清水洋史[5]
- 音樂：大野雄二、大谷和夫、fox capture plan[5][6]
- 動畫製作制作：TMS娛樂[5]
- 動畫製作制作協力：萌[5]
- 製作：魯邦三世VS貓眼製作委員會[5]

## 主題曲
作詞：三浦徳子；作曲：小田裕一郎；編曲：小倉泰治、デイヴ・ライツァス；主唱：杏里 ANRI
「ルパン三世VSキャッツ・アイ」
作曲、演奏：fox capture plan
「THEME FROM LUPIN III 2019 ～ Playback'80」
作曲、編曲：大野雄二；演奏：You ＆ Explosion Band

## 備註
1. ↑  於Prime Video片尾演職員表列出，由意妍堂製作繁體中文版配音。

## 外部連結
- 動畫《魯邦三世VS貓眼》官方網站 （页面存档备份，存于）